# Campeonato Rondoniense de Futebol de 2005
O Campeonato Rondoniense de Futebol de 2005 foi a 64.ª edição do torneio e aconteceu entre 19 de março e 26 de junho e reuniu sete equipes. A equipe campeã do campeonato foi a Vilhena Esporte Clube, de Vilhena.

## Participantes
- Cruzeiro (Porto Velho)
- Genus (Porto Velho)
- Ji-Paraná (Ji-Paraná)
- Pimentense (Pimenta Bueno)
- Shallon (Porto Velho)
- União Cacoalense (Cacoal)
- Vilhena (Vilhena)

## Primeira Fase
| Pos. | Equipe           | Pts | J  | V | E | D | GP | GC | SG  |
| ---- | ---------------- | --- | -- | - | - | - | -- | -- | --- |
| 1    | Vilhena          | 28  | 12 | 8 | 4 | 0 | 31 | 9  | +22 |
| 2    | Ji-Paraná        | 24  | 12 | 7 | 3 | 2 | 33 | 10 | +23 |
| 3    | União Cacoalense | 22  | 12 | 6 | 4 | 2 | 31 | 11 | +20 |
| 4    | Genus            | 18  | 12 | 5 | 3 | 4 | 21 | 18 | +3  |
| 5    | Shallon          | 10  | 12 | 3 | 1 | 8 | 16 | 31 | -15 |
| 6    | Pimentense       | 8   | 12 | 2 | 2 | 8 | 9  | 24 | -15 |
| 7    | Cruzeiro         | 7   | 12 | 2 | 1 | 9 | 7  | 45 | -38 |

## Fase Final
|  | Semifinais       | Semifinais | Semifinais | Semifinais |   |           | Final | Final | Final | Final |
|  |                  |            |            |            |   |           |       |       |       |       |
|  | Ji-Paraná        | 2          | 4          | 6          |   |           |       |       |       |       |
|  | União Cacoalense | 1          | 0          | 1          |   |           |       |       |       |       |
|  | União Cacoalense | 1          | 0          | 1          |   | Ji-Paraná | 2     | 2     | 4     |       |
|  |                  |            |            |            |   | Ji-Paraná | 2     | 2     | 4     |       |
|  |                  | Vilhena    | 1          | 4          | 5 |           |       |       |       |       |
|  | Genus            | Vilhena    | 1          | 4          | 5 | 2         | 0     | 2     |       |       |
|  | Genus            |            |            |            |   | 2         | 0     | 2     |       |       |
|  | Vilhena          | 2          | 3          | 5          |   |           |       |       |       |       |